# Mój chaosss
Mój chaosss – drugi album Piotra Kajetana Matczuka z 2007. Nakład płyty został wyczerpany.

## Lista utworów
Na podstawie materiału źródłowego.
1. Piosenka o osłach
2. Powtórka z Danse Macabre
3. List do Stefana Brzozy
4. Piosenka z tamtej strony cienia
5. Niedopiosenka o moich złudzeniach
6. Piosenka głuchego grabarza
7. Pożegnanie Marka Grechuty
8. Raskolinkow
9. Inspiracja
10. Marzenia
11. Gorzkie żale
12. Mój chaosss